# 台62線
台62線（東西向快速公路——萬里瑞濱線），又稱萬瑞快速公路，是臺灣一條橫跨基隆市與新北市之東西向省道快速公路，全線於2007年6月29日正式通車。
台62線西起基隆市安樂區大武崙，向南行經七堵區後轉東經暖暖區至新北市瑞芳區瑞濱，起點與終點道路皆為台2線，是全台唯二起點與終點皆為同一道路的快速公路，與國道3號、台62甲線構成環繞基隆市區之高快速公路系統。

## 支線

### 甲線
台62甲線，又稱基隆港東岸聯外道路，是為減輕及分流基隆港東岸碼頭和基隆市區交通負荷而興建。全線雙向4線道，是台62線唯一的支線。2004年動工，南段（孝東至四腳亭）在2013年2月5日先行啟用，2013年12月19日北段（基隆端至孝東）完工後全線通車。全線北起自基隆港東岸9號碼頭附近，沿中正路旁之山側前行，途經豐稔街、東光路、槓寮公墓、培德路，穿越月眉山後，於四腳亭坑銜接上台62線及四腳亭坑路。

## 設施

### 交流道
主線
- 除2.0公里瑪東系統交流道及6.2公里大華系統交流道出口匝道外，全線於2007年11月1日開放汽缸總排氣量在550c.c.以上之大型重型機車（紅牌）行駛，並於2012年7月1日開放汽缸總排氣量逾250c.c.至550c.c.之大型重型機車（黃牌）行駛[5]。

| 台62線路線設施里程一覽表 |      |          |                                       |                                 |           |                                                                        | |
| 標誌                     | 里程 | 名稱     | 順樁預告                              | 逆樁預告                        | 形式      | 通車日                                                                 | 銜接道路 →聯絡地區 |
| 0                        | 0.0  | 安樂端   | 快速公路起點                          | 萬里 金山 基隆市區 快速公路終點 | 直接式    | 2005年2月5日                                                           | 台2線（基金二路） · →安樂區、萬里區、金山區                                                                              |
| － 隧道                  |      |          |                                       |                                 |           |                                                                        | |
| － 隧道                  |      |          |                                       |                                 |           |                                                                        | |
| 2                        | 2.0  | 瑪東系統 | （僅西出東入）                        | 汐止 基隆                       | Y型       | 2004年11月10日                                                         | 福爾摩沙高速公路 |
| 3                        | 3.7  | 七堵一   | 七堵 大埔                             | 大埔 中股                       | Y型       | 2004年11月10日（東出西入） 2007年2月16日（東入） 2007年6月29日（西出） | 大同街 →七堵區瑪陵坑 |
| － 隧道                  |      |          |                                       |                                 |           |                                                                        | |
| － 隧道                  |      |          |                                       |                                 |           |                                                                        | |
| 5                        | 5.9  | 七堵二   | （僅西出東入）                        | 七堵                            | 匝道      | 2011年2月1日                                                           | 大華二路、七賢橋 →七堵區七堵                                                                                             |
| 6                        | 6.2  | 大華系統 | 五堵                                  | 五堵                            | Y型       | 2011年7月31日                                                          | 中山高速公路（南） |
| － 隧道                  |      |          |                                       |                                 |           |                                                                        | |
| 9                        | 9.4  | 暖暖     | 暖暖                                  | 暖暖                            | 單葉型    | 2006年7月18日（西出東入） 2007年2月16日（東出） 2007年6月29日（西入）  | 台2丙線（水源路） · 台2丁線（水源路⇔源遠路）⇒台5線（八堵路） · →暖暖區                                                   |
| － 隧道                  |      |          |                                       |                                 |           |                                                                        | |
| 13                       | 13.9 | 四腳亭   | 基隆港 基隆 四腳亭                    | （僅東出西入）                  | Y型       | 2013年2月5日                                                           | 基隆港東岸聯外道路⇒四腳亭坑路⇒台2丁線 · →瑞芳區四腳亭、信義區、中正區、基隆港                                            |
| － 隧道                  |      |          |                                       |                                 |           |                                                                        | |
| 16                       | 16.0 | 瑞芳     | 瑞芳市區 九份（A） 八斗子 海科館（B） | （僅東出西入）                  | 雙半套Y型 | 2004年11月10日（A出入口） 2009年10月8日（B出入口）                     | 台2丁線（𫙮魚坑路） · 市道102號（深澳坑路）、北123線（調和街） · →瑞芳區龍潭堵、信義區、中正區八斗子、國立海洋科技博物館 |
| － 隧道                  |      |          |                                       |                                 |           |                                                                        | |
| 18                       | 18.6 | 瑞濱端   | 基隆 瑞濱 貢寮 快速公路終點           | 快速公路起點                    | 直接式    | 2004年11月10日                                                         | 台2線（瑞濱路⇔建基路） · →瑞芳區深澳＆焿子寮、中正區、貢寮區、東北角風景區、黃金博物館                                   |

甲線
| 臺62甲線路線設施里程一覽表 |      |          |                    |                                |            |                |                                                   |
| 標誌                       | 里程 | 名稱     | 順樁預告           | 逆樁預告                       | 形式       | 通車日         | 銜接道路 →聯絡地區                                |
| 0                          | 0.0  | 基隆端   | 快速公路起點       | 基隆市區 東岸碼頭 快速公路終點 | 直接式     | 2013年12月19日 | 台2線（中正路）、東海街 · →中正區、基隆港東岸碼頭 |
| － 隧道                    |      |          |                    |                                |            |                |                                                   |
| － 隧道                    |      |          |                    |                                |            |                |                                                   |
| 3                          | 3.2  | 孝東     | 瑞芳 基隆          | 基隆 瑞芳                      | 單點鑽石型 | 2013年2月5日   | 市道102號（孝東路） · →瑞芳區、信義區             |
| － 隧道                    |      |          |                    |                                |            |                |                                                   |
| 5                          | 5.3  | 四腳亭   | 高速公路 暖暖      | （僅南出北入）                 | Y型        | 2013年2月5日   | 萬里瑞濱線（西）                                  |
| 此處有交通號誌             | 5.4  | 平交路口 | 快速公路終點       | 快速公路起點                   | 平交路口   | 2013年2月5日   | （農路） →四腳亭砲台                              |
| 5                          | 5.6  | 四腳亭   | 瑞芳 暖暖 公路終點 | 公路起點                       | 直接式     | 2013年2月5日   | 四脚亭埔路、四脚亭坑路⇒台2丁線 · →瑞芳區、暖暖區      |

### 隧道
主線
| 名稱       | 長度      | 長度      | 竣工日期       |
| 名稱       | 東行      | 西行      | 竣工日期       |
| ---------- | --------- | --------- | -------------- |
| 中崙隧道   | 1,397公尺 | 不適用    | 2005年2月5日   |
| 瑪陵隧道   | 不適用    | 1,300公尺 | 2005年2月5日   |
| 瑪南隧道   | 179公尺   | 179公尺   | 2004年11月10日 |
| 自強隧道   | 193公尺   | 193公尺   | 2004年11月10日 |
| 四腳亭隧道 | 709公尺   | 709公尺   | 2004年11月10日 |
| 𫙮魚隧道   | 587公尺   | 587公尺   | 2004年11月10日 |
| 龍潭堵隧道 | 1,080公尺 | 1,080公尺 | 2004年11月10日 |

甲線
| 名稱     | 長度      | 竣工日期       |
| -------- | --------- | -------------- |
| 一號隧道 | 150公尺   | 2013年12月19日 |
| 二號隧道 | 324公尺   | 2013年12月19日 |
| 三號隧道 | 1,250公尺 | 2013年2月5日   |

## 車道數及速限
主線
台62線主線全路段均採雙向各2車道配置。部分路段設有1車道之路肩或避車彎，供故障車、緊急、公務車輛使用。
| 路段 | 車道數 | 車道數 | 車道數 | 速限 （km/h） | 備註      |
| 路段 | 東行   | 西行   | 雙向   | 速限 （km/h） | 備註      |
| ---- | ------ | ------ | ------ | ------------- | --------- |
| 全線 | 2      | 2      | 4      |               | [ 註 10 ] |

甲線
台62甲線全路段均採雙向各2車道配置。部分路段設有路肩，供故障車、緊急、公務車輛使用。
| 路段 | 車道數 | 車道數 | 車道數 | 速限 （km/h） | 備註      |
| 路段 | 南下   | 北上   | 雙向   | 速限 （km/h） | 備註      |
| ---- | ------ | ------ | ------ | ------------- | --------- |
| 全線 | 2      | 2      | 4      |               | [ 註 11 ] |

## 後續計劃

### 台62線跨基金二路延伸萬里、金山計畫
由於近幾年基隆市安樂區人口大幅成長，而且台2線基金公路因銜接台62線快速公路和國道3號，假日時因大量觀光旅客為前往萬里、金山，車輛大量湧入基金公路造成交通壅塞問題嚴重，為改善此狀況公路總局2019年6月20日辦理台62線跨越基金二路延伸萬里可行性研究說明會，並提出長期則規劃跨越基金二路延伸萬里高架道路可行性研究的三個方案，方案一跨越基金二路延伸銜接萬里漁港方案；方案二跨越基金二路延伸銜接萬里漁港之長隧道方案；方案三跨越基金二路延伸銜接台2線54.15K(湖海路口前)。短、中期先移除中央分隔島實施調撥車道，提高車輛容量。2021年，公路總局舉辦「台62線跨越基金二路延伸至萬里可行性研究更新評估說明會」，基隆、萬里兩地民眾參加，但多認為此方案經費龐大而效益不高，不如由國道三號延伸。2023年6月，交通部公路總局預計月底提出期末報告，總經費預估四百五十億元，路線長達12.1公里，從台六十二線瑪東系統交流道新闢道路到金山區環金路，並將在萬里設交流道，目前有三個方案尚未確認。2024年3月19日，行政院批准交通部所報之台62線延伸萬里及金山的可行性評估，並認為延伸至萬里之路段效益較高而優先施作（延伸至金山之路段效益較差），預估所需經費新台幣240億元，原則同意由公共建設計畫經費支應。

### 台62線瑞濱段延伸至宜蘭頭城計畫
公路總局指出，北宜地區的聯外運輸多仰賴國道5號、台2線及台9線，然而台2線與台9線的道路蜿蜒，行車距離與時間皆較長，使得民眾多選擇行駛國道5號，造成節假日塞車嚴重，無論南來北往的車輛都寸步難行。
2020年行政院公共工程委員會召開研商會議，公路總局於2021年6月啟動「台62線瑞濱延伸至宜蘭頭城可行性研究」評估工作，尋找分攤國道5號車流量的解決方案。在考量環境衝擊、工程可行性、經濟效益、地方意見等諸多因素後，公路總局從6種組合方案中，選擇起點始於台62線瑞芳、終點至國道5號礁溪的路線組合，該路線長約45公里，同時公路總局規劃設置台2丙交流道、宜蘭大溪交流道、環鎮東路交流道及宜4交流道。工程經費約2000億元，估計未來若行駛替代道路，1小時內可從台北抵達宜蘭。該計畫預計於2023年12月提出可行性評估期末報告。
- 2010年
  - 12月，由於國五雪山隧道禁行大貨車，時任立委林建榮提議台62線延伸頭城 [11]。
- 2020年
  - 9月，宜蘭縣政府表示國5已經飽和而無法負荷龐大的運量，長久以來壅塞尚無解決方案，該年端午節更塞車長達32小時，聯繫北宜的台9線北宜公路腹地不足，唯有從台2線想辦法著手。6日，在中央與地方建設協調會報中，行政院政務委員吳澤成裁示，請交通部就宜蘭及東部縣市往返台北路廊改善進行規畫[12]。
  - 10月12日、12月1日，時任立委陳歐珀分別質詢時任交通部長林佳龍、時任行政院長蘇貞昌時，呼籲應儘速規劃「台62線新北瑞濱-宜蘭頭城」快速道路，沿著北宜高鐵路廊避開翡翠水庫保護區，作為國5的替代道路，交通部允諾明年1月招標「台62線快速道路延伸」可行性評估，盼能解決宜蘭長期交通壅塞問題[13]。
- 2021年
  - 2月，交通部公路總局採納宜蘭縣政府建議，預定啟動台62線延伸至宜蘭可行性評估，同年3月預計辦理「台2線濱海公路頭城至大里段高架工程可行性研究」招標[14]。
  - 5月，宜蘭縣長林姿妙於3日建請交通部儘速完成新闢宜蘭第二條聯外快速道路，改善宜蘭整體交通路網功能[15]。宜蘭縣府交通處長黃志良表示地方向中央爭取新闢第二條聯外快速道路，目前已獲交通部採納地方意見，已責成交通路公路總局啟動「台62線瑞濱段延伸至宜蘭頭城可行性評估」，這項規劃經費已花約新台幣1,862萬元，並已在今年4月26日評選完成[16]。
  - 8月，交通部針對台62線延伸宜蘭縣的終點方案，有終點位於大溪的方案A及終點設在烏石港的方案B，總經費粗估要1000億；宜蘭縣長林姿妙表示：「考量大溪至烏石港現況路寬較小，且路線彎繞，用路人行駛該路線意願較低，因此全力爭取方案B，讓終點設在烏石港」。林姿妙亦表示建議能銜接國道1號，爭取最便捷快速之路線讓宜蘭縣民可安全連接北北基生活圈。[17]
- 2023年
  - 3月，交通部規劃台62線瑞濱延伸至宜蘭頭城，起點有2個方案：方案1宜蘭前往大台北地區，得先前往瑞芳，透過其他系統才能銜接國1，途中易遇塞車；方案2可直接透過台62線四腳亭系統，往西連接國1，較為便捷。宜蘭縣政府建議，應以銜接國道1號較近的四腳亭系統作為起點，並銜接至國道5號礁溪系統交流道。[18][19]
  - 4月，交通部長王國材提出以台62線萬里瑞濱線延伸至頭城作為國道5號擁擠時的替代道路。[20]
  - 8月，公路總局進行「台62線瑞濱延伸至宜蘭頭城可行性評估」，並研議銜接國道5號之可行性[21]及規劃多種方案[22]，規劃公司初步建議採取1Y方案，以瑞芳系統交流道做起點；宜蘭縣政府建議採行四腳亭起點的2Z方案，終點都是在國道5號沿台2線西側。頭城鎮長蔡文益則建議路線終點最好便於銜接台2庚線的山腳道路，以便員山鄉及三星鄉交通接駁[23]。
  - 10月，交通部公路局進行「台62線瑞濱延伸至宜蘭可行性評估」期末規劃，時任立委陳歐珀、交通部長王國材等人出席，依簡報資料指出，路線起點原有起點瑞芳、四腳亭2方案；終點段頭城至礁溪有X、Y、Z共3方案，交通部公路局評估6種組合路線中以1Y（起點瑞芳、終點礁溪二龍）最適合，經費預估約新台幣2千億元，平日可減少約半小時路程、假日可減少達1小時路程。[24][25]

## 大事記
- 2010年4月25日，瑪東系統交流道附近發生大規模走山。

## 相關資訊
- 興建單位：交通部公路總局
- 維護單位：交通部公路局
- 管理單位：基隆市政府警察局、新北市政府警察局

### 網路連結
1. ↑  . 中華民國交通部公路總局. 2020-08-28  [2020-09-23]. （原始内容存档于2020-09-23） （中文（臺灣））.
2. ↑  俞肇福. . 自由時報. 2010-04-10  [2017-08-01]. （原始内容存档于2021-01-24） （中文（臺灣））.
3. ↑  盧賢秀. . 自由時報. 2013-02-06  [2017-08-01]. （原始内容存档于2021-01-24） （中文（臺灣））.
4. ↑  張謙俊. . 中國時報. 2013-12-20  [2017-08-01]. （原始内容存档于2021-01-24） （中文（臺灣））.
5. ↑  . 中華民國交通部公路總局.   [2010-10-06]. （原始内容存档于2021-01-24） （中文（臺灣））.
6. ↑  游明煌. . 聯合報. 2019-06-21  [2019-07-07]. （原始内容存档于2021-01-24） （中文（臺灣））.
7. ↑  游明煌. . 聯合報. 2021-03-28  [2021-05-04]. （原始内容存档于2021-05-09）.
8. ↑  俞肇福. . 自由時報. 2023-06-09  [2023-06-09]. （原始内容存档于2023-06-15）.
9. ↑  游明煌. . 聯合報. 2024-03-20  [2024-03-23]. （原始内容存档于2024-03-23）.
10. ↑  洪詩宸; 鄭婷方. . 公視新聞. 2023-10-12. （原始内容存档于2023-11-17）.
11. ↑  . lymlin0118. 2010-12-24. （原始内容存档于2023-11-17）.
12. ↑  戴永華. . 聯合報.   [2020-09-07]. （原始内容存档于2020-09-13）.
13. ↑  蔡昀容. . 自由時報. 2020-12-14  [2021-05-04]. （原始内容存档于2021-05-09）.
14. ↑  . 宜蘭縣政府. 2021-02-18  [2021-05-04]. （原始内容存档于2021-05-09）.
15. ↑  游芳男. . ETTODAY新聞雲.   [2021-05-04]. （原始内容存档于2021-05-09）.
16. ↑  翁正杉. . 宜蘭新聞網. 2021-05-03  [2021-05-04]. （原始内容存档于2021-05-09）.
17. ↑  林敬倫. . 自由時報. 2021-08-12  [2021-08-16]. （原始内容存档于2021-08-16）.
18. ↑  蔡昀容. . 自由時報. 2023-03-02  [2023-03-02]. （原始内容存档于2023-03-07）.
19. ↑  . 宜蘭縣政府.   [2023-05-08]. （原始内容存档于2023-05-13）.
20. ↑  林冠妤. . Newtalk新聞. 2023-04-12  [2023-04-18]. （原始内容存档于2023-04-18）.
21. ↑  簡大程、顏聖芬. . TVBS新聞. 2023-08-29. （原始内容存档于2023-11-17）.
22. ↑  吳佩蓉. . 中時新聞網. 2023-08-29. （原始内容存档于2023-11-17）.
23. ↑  陳敬丰; 戴永華. . 聯合報. 2023-08-27. （原始内容存档于2023-11-17）.
24. ↑  戴永華. . 聯合報. 2023-10-12. （原始内容存档于2023-11-13）.
25. ↑  江志雄. . 自由時報. 2023-10-11. （原始内容存档于2023-11-17）.

### 文獻
- .   [2008-04-09]. （原始内容存档于2008-04-13）.
- 中華民國96年高速公路年報（页面存档备份，存于）